# كلير جاكوب
كلير جاكوب (3 مايو 1996 في فرنسا - ) (بالفرنسية: Claire Jacob)‏ هي لاعبة كرة قدم فرنسية في مركز حراسة المرمى.

## وصلات خارجية
- كلير جاكوب على موقع قاعدة بيانات كرة القدم.إي يو (الإنجليزية)